# SOUND CRUISING
『SOUND CRUISING』（サウンドクルージング）は、1987年10月から1994年3月までFM大阪制作・JFN系列で放送されていたラジオ番組。

## 番組概要
開始当初は前番組「ひとつぶの青春」でメインスポンサーの江崎グリコ（終了を機に降板）と共に提供していた富士通テン（現・デンソーテン）の一社提供だったが、途中で同じ古河グループの富士電機に変更になり、後年は複数社提供になっていた。また一部地域は同時間帯にローカル編成を組んでいたために非ネットであった。

## パーソナリティ
- 浅野ゆう子 （1987年10月 - 1990年9月） - 『ゆう子のサウンドクルージング』として放送
- 斉藤由貴 （1990年10月 - 1994年3月） - 『斉藤由貴のサウンドクルージング』として放送

## 放送局
- JFN全国17局ネット